# Adolf Socin

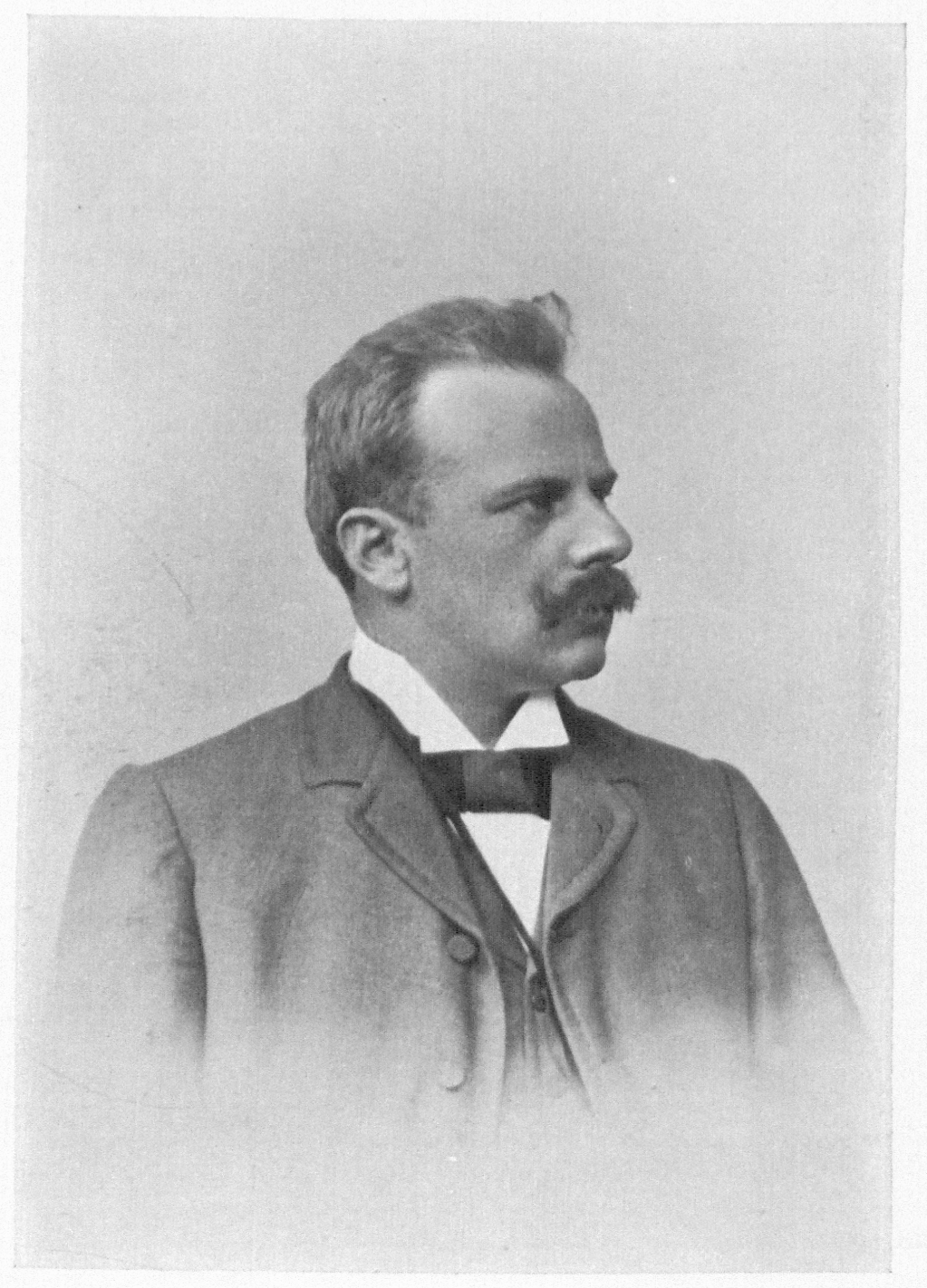
Adolf Socin

Franz Adolf Socin (* 27. Januar 1859 in Wohlenschwil; † 5. Februar 1904 in Basel), Adolphe Socin, war ein Schweizer Germanist. Er war von 1894 bis zu seinem Tod ausserordentlicher Professor für deutsche Philologie an der Universität Basel. Schwerpunkte seines Wirkens waren Deutsche Sprachgeschichte, Dialektologie und Stenografie.

## Leben
Als einziges Kind der Eltern Jakob Hieronymus Socin und Wilhelmine Socin, geborene Molzheim, verbrachte Adolf Socin seine ersten Lebensjahre in Wohlenschwil im Kanton Aargau. 1866 zog die Familie nach Basel, wo er das Gymnasium besuchte. 
Er studierte ab 1877 Klassische Philologie, Geschichte und Germanistik an der Akademie Neuenburg und den Universitäten Basel und Strassburg. Unter dem Einfluss seiner Lehrer Moritz Heyne und Franz Misteli fokussierte er sich zunehmend auf die Germanistik. 1882 wurde er promoviert. Im Anschluss an sein Doktorexamen arbeitete er neben seinen wissenschaftlichen Tätigkeiten einige Jahre als Stenograf des Landesausschusses des Reichslandes Elsass-Lothringen in Strassburg. Er war Mitbegründer einer vereinfachten Methode der Stenografie, des sogenannten Systems Schrey-Johnen-Socin.
Im Jahr 1887 habilitierte sich Socin. Ab 1894 lehrte und forschte er als Professor an der Universität Basel. 1894 heiratete er Marie Augustine Geisen, mit der er drei Kinder hatte.
Adolf Socin kämpfte seit seiner Kindheit mit gesundheitlichen Problemen. Er hatte eine Behinderung des rechten Fusses und litt unter Asthma. Etwa ein Jahr vor seinem Tod erkrankte er zudem an Keuchhusten, in dessen Folge es zu schweren Erstickungsanfällen kam. Zwei Kuren in Montreux und Baden AG blieben erfolglos. Socin verstarb am 5. Februar 1904 im Alter von 45 Jahren.

## Schriften (Auswahl)
- Schriftsprache und Dialekte im Deutschen nach Zeugnissen alter und neuer Zeit. Henninger, Heilbronn 1888.
- Basler Mundart und Basler Dichter (= 74. Neujahrsblatt der Gesellschaft zur Beförderung des Guten und Gemeinnützigen). Basel 1895.
- Mittelhochdeutsches Namenbuch nach oberrheinischen Quellen des zwölften und dreizehnten Jahrhunderts. Helbing & Lichtenhahn, Basel 1903; Neudruck Darmstadt 1966.